# Резолюция 276 на Съвета за сигурност на ООН
Резолюция 276 на Съвета за сигурност на ООН е приета на 30 януари 1970 г. по повод продължаващото присъствие на Република Южна Африка в Югозападна Африка (Намибия) въпреки резолюциите на ООН, които прекратяват южноафриканския мандат на администрираща власт в бившата колония.
Потвърждавайки постановленията на предишните резолюции по въпроса, Резолюция 276 обявява, че прилагането на южноафриканските закони на територията на Намибия ведно с продължаващите арести, процеси и издавани присъди срещу намибийски граждани от властите на Южна Африка представлява грубо нарушение на правата на засегнатите намибийци, на Всеобщата декларция за правата на чова и на международния статут на Намибия, намираща се в този момент под пряката отговорност на ООН.
Във връзка с това резолюцията осъжда строго правителството на Южноафриканската република за отказа му да изпълни Резолюция 269 (1969), обявява присъствието на южноафриканските власти в Намибия за незаконно, а всичките актове на това правителство, отнасящи се до територията на бившата колония и приети след прекратяването на южноафриканските пълномощия там, са обявени за незаконни и нищожни.
В Резолюция 276 Съветът за сигурност обявява още, че пренебрежителното отношение на южноафриканското правителство към решенията на Съвета подкопават правомощията на Организацията на обединените нации, а продължаващата южноафриканска окупация на Намибия в нарушение на резолюциите на ООН и устава на организацията има изключително тежки последсвия за правата и интересите на намибийския народ.
Документът призовава също така всички държави, и най-вече тези от тях, които имат икономически интереси в Намибия, да се въздържат от всякакви сделки с правителството на Южна Африка.
Резолюция 276 създава Специален подкокомитет, който да проучи начините и пътищата, по които резолюциите на Съвета за Намибия могат да бъдат приведени в ефективно изпълнение в съответствие с предвидените в Устава на ООН разпоредби, във връзка с което този подкомитет трябва да представи пред Съвета за сигурност своите предложения в сврок до 30 април 1970 г. От останалите държави и от генералния секретар на ООН се изисква да окзават необходимото съдействие на подкомитета и да му предоставят информацията, която би му била необходима, за да изпълни целите, поставени му от резолюцията. Във връзка с това Съветът решава да отложи по-нататъшното обсъждане на проблема, докато не получи съответните предложения от подкомитета.
Резолюция 276 е приета с мнозинство от 13 гласа при двама въздържали се от страна на Франция и Обединеното кралство.